# Pobřežka

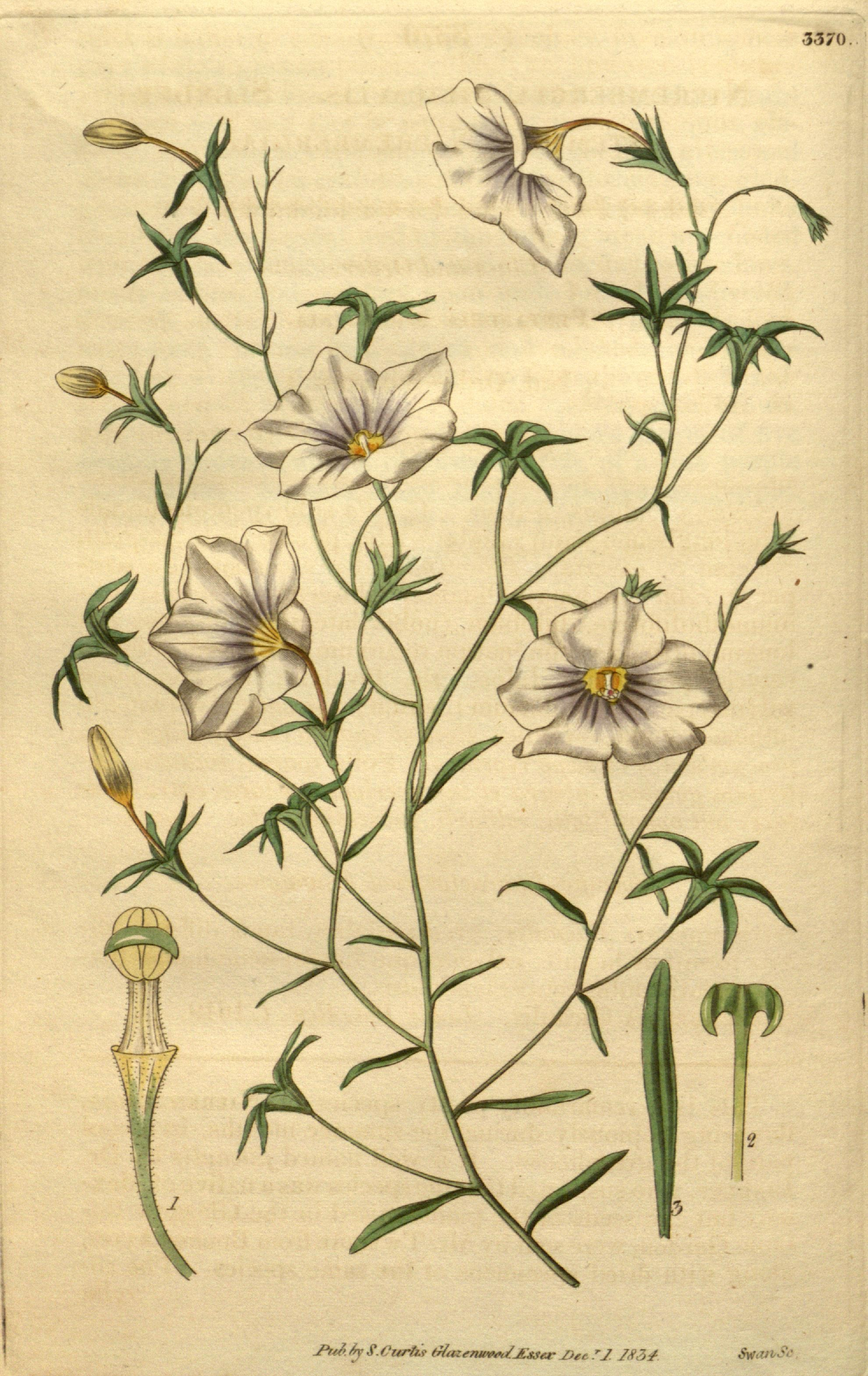
Pobřežka Nierembergia filicaulis (syn. N. linariifolia) na ilustraci z roku 1834

Pobřežka (Nierembergia) je rod rostlin z čeledi lilkovité. Jsou to byliny nebo keře s jednoduchými střídavými listy a fialovými nebo bílými květy s dlouhou korunní trubkou. Plodem je tobolka.
Květy produkují místo nektaru olej, který sbírají specializované včely. Pobřežky jsou jedovaté rostliny a v Jižní Americe bývají příčinami otrav hospodářských zvířat. Pobřežka křovitá bývá pěstována jako okrasná letnička. Rod rostlin byl nazván podle prvního profesora na madridské univerzitě, španělského jezuity Juana Eusebio Nieremberga (1595 – 1658).

## Popis
Pobřežky jsou vzpřímené nebo poléhavé, jednoleté nebo vytrvalé byliny nebo keře dorůstající výšky do 3 metrů. Některé bylinné druhy mají podzemní oddenky nebo hlízy. Listy jsou jednoduché, střídavé, přisedlé nebo řapíkaté, s čárkovitou, eliptickou, vejčitou nebo okrouhlou čepelí. Květy jsou krátce stopkaté, jednotlivé nebo v řídkých vrcholících.
Kalich je nálevkovitý nebo zvonkovitý, s 10 podélnými žilkami.
Koruna je fialová nebo řidčeji bílá, řepicovitá, lehce dvoustranně souměrná, s dlouhou a velmi úzkou korunní trubkou a nálevkovitým, zvonkovitým nebo miskovitým lemem. Tyčinek je 5 nebo řidčeji jen 4, jsou přirostlé v ústí korunní trubky a vyčnívají z ní.
Semeník je svrchní a obsahuje 2 komůrky.
Plodem je tobolka pukající 4 chlopněmi a obsahující 20 až mnoho drobných, hranatých nebo jehlanovitých semen.

## Rozšíření
Rod pobřežnice zahrnuje 23 druhů a je rozšířen výhradně v Americe. Většina druhů roste v subtropické Jižní Americe v oblasti severní a střední Argentiny, Uruguaye, Bolívie, jižní Brazílie a Paraguaye. Největší počet druhů je udáván z Argentiny, kde se vyskytují v nadmořských výškách od nížin až do 3500 metrů. Disjunktní výskyt je v Mexiku (Nierembergia angustifolia) a severnější části And od Kolumbie po Bolívii.

## Ekologické interakce

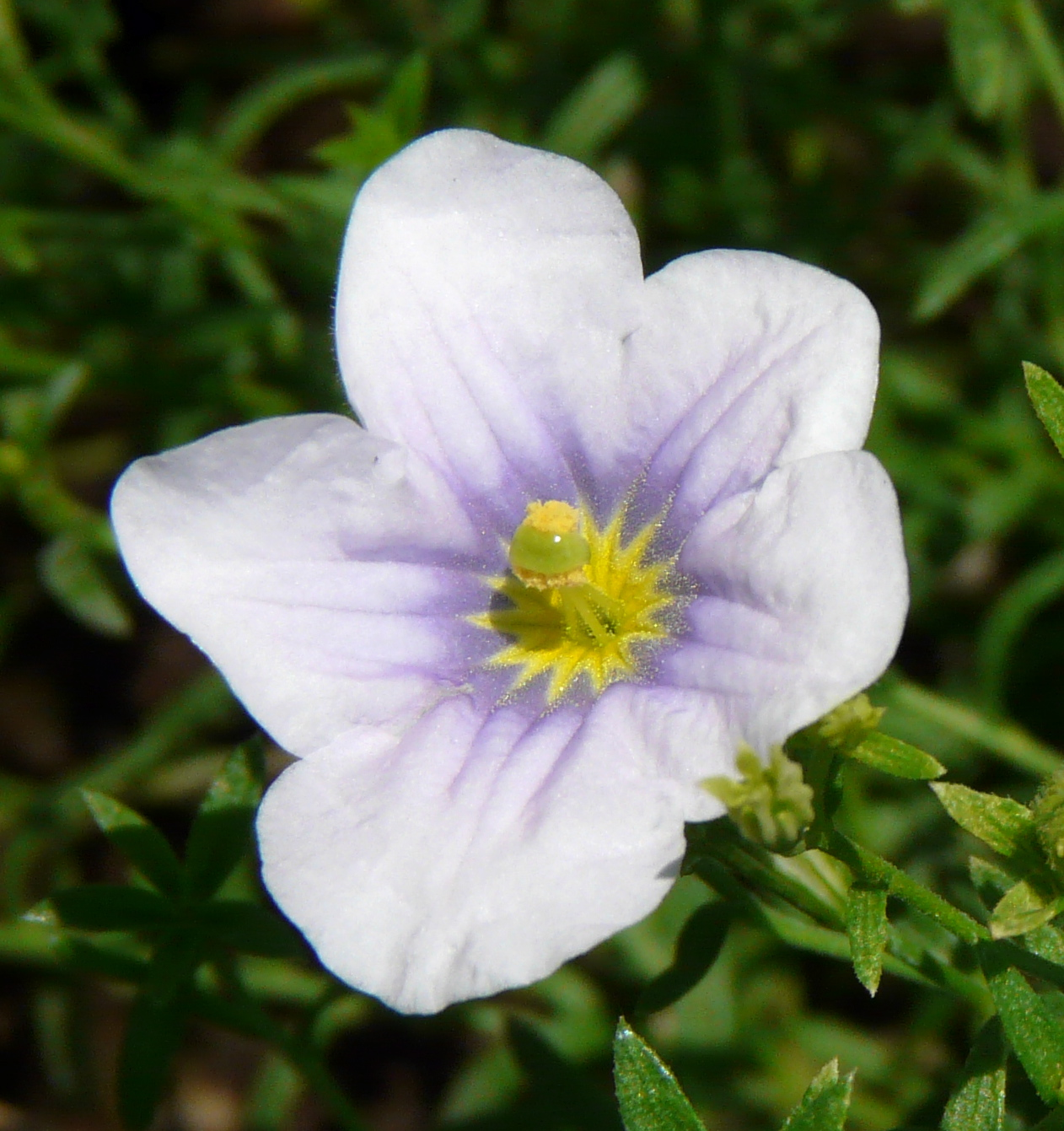
Květ pobřežky křovité (N. scoparia)

Pobřežky mají v rámci čeledi lilkovité unikátní způsob opylování. Opylují je samotářské včely z rodů Tapinotaspis, Centris a Lanthanomelissa, které v květech sbírají olej a ve směsi s pylem jej používají k výživě larev. Olej se vytváří ve specializovaných žlázách (elaioforech), které mají podobu žláznatých trichomů, umístěných v okolí ústí korunní trubky a při bázi tyčinek. Množství vyprodukovaného oleje je v porovnání s elaiofory jiných rostlin poměrně nízké.
Květy navštěvuje i různý hmyz sbírající pyl, jako jsou brouci rodu Tetraonyx (majkovití) a Astylus (bradavičníkovití) a včely z tribu Augochlorini, na účinném opylování se však nepodílí. Oblast výskytu rodu Nierembergia na jižní polokouli se rámcově překrývá s oblastí rozšíření včel sbírajících olej. U mexické Nierembergia angustifolia a druhu N. spathulata ze severních oblastí jihoamerických And nejsou elaiofory přítomny.

## Obsahové látky a jedovatost
Pobřežky obsahují různé biologicky aktivní látky a náležejí mezi jedovaté rostliny. V Jižní Americe bývají příčinou otrav domácích zvířat. Hlavními účinnými látkami jsou pyrolidinové a pyrolové alkaloidy (hygrin, norhygrin), tropanové alkaloidy (skopolamin, tigloidin), protoalkaloidy (fenethylaminy) a kardenolidy.
Pobřežka modrá (Nierembergia linariifolia, syn. N. hippomanica) je zejména v Argentině a severozápadní Uruguayi poměrně častou příčinou otrav hovězího dobytka, ovcí, koz, koní i králíků. Rostlina je v Jižní Americe známa pod španělským názvem chuscho, případně chucho. Hlavní účinnou látkou je pyrrol-3-karbamidin. Otrava se projevuje sliněním, průjmem, neklidem, bolestmi břicha a opakovanými pohyby hlavy a končetin. Příznaky zpravidla odeznívají do týdne od přemístění dobytka na jinou pastvinu. Nierembergia veitchii bývá příčinou chronického onemocnění dobytka, známého jako endozootická kalcinóza a způsobovaného vysokým obsahem glykosidů kalcitriolu v rostlině. Dobytek hubne a v měkkých tkáních se mu usazuje vápník, což vede ke snížené hybnosti. Onemocnění způsobuje citelné ekonomické ztráty zejména v Argentině, Brazílii a Uruguayi. Případy kalcinózy byly zaznamenány i v souvislosti s druhem Nierembergia rivularis.

## Taxonomie
Rod Nierembergia je v rámci čeledi Solanaceae řazen do podčeledi Petunioideae. Ve výsledcích fylogenetických studií tvoří tento rod monofyletickou skupinu s několika dalšími nevelkými americkými rody (Bouchetia, Hunzikeria. Leptoglossis a Plowmannia),
vůči nimž je dobře morfologicky vymezen. Mezi unikátní znaky náleží tenká korunní trubka, vyčnívající tyčinky, přítomnost elaioforů a chybějící nektária.

## Zástupci
- pobřežka kališní (Nierembergia calycina)
- pobřežka křovitá (Nierembergia scoparia, syn. N. frutescens)
- pobřežka modrá (Nierembergia linariifolia, syn. N. hippomanica)
- pobřežka potoční (Nierembergia repens)
- pobřežka útlá (Nierembergia gracilis)[14][15]

## Význam a pěstování
Pobřežky mají význam zejména jako okrasné zahradní rostliny. V chladných oblastech bývají zpravidla pěstovány jako letničky, v teplých oblastech spíše jako trvalky. Nižší druhy jsou zvláště vhodné do skalek nebo na záhonové lemy. Lze je také vysadit do truhlíků a závěsných nádob.
Rostliny vyžadují slunné nebo jen mírně přistíněné stanoviště a živinami bohatou, vlhkou ale dobře odvodněnou půdu.
Množí se výsevem, dělením na jaře nebo podzimním řízkováním. Semena se vysévají buď přímo na záhon nebo ve skleníku. Při teplotách kolem 20 °C klíčí v průběhu dvou až tří týdnů. Nejlepší je semena vysít uvnitř asi 8 až 10 týdnů před předpokládanými posledními mrazy. Mladé semenáčky rostou pomalu, jejich růst se urychlí po prvním přepíchání. Mladým rostlinkám je třeba zajistit dostatek vláhy, odrostlejší a dobře uchycené rostliny jsou již odolné vůči suchu a lze je umístit i na jižní stranu. Jejich květy nevybledávají ani na slunečním úpalu. Okrasných kultivarů nebylo vypěstováno mnoho. Mezi častěji pěstované náleží bělokvětý N. scoparia 'Mont Blanc' a modrofialový N. scoparia 'Purple Robe'. Rostliny bývají pěstovány i pod jinými druhovými názvy, jmenovitě N. caerulea, N. frutescens nebo N. hippomanica.
Pobřežka modrá je občas využívána jako halucinogen.